# 元利当铺旧址博物馆
元利当铺旧址博物馆（英語：Former Site of Yuanli Pawnshop Museum）是一座位于上海的当铺主题博物馆。

## 历史
2019年8月建成开馆，位于上海静安区武定路203号，隶属于上海市静安区文物史料馆。建筑面积1096平方米。
元利当铺由陆抟霄建于1932年，由荣昌记营造厂设计，1946年被迫关闭。陆抟霄之孙陆泳德将其作为民居出租，1956年将房产上交国家。2004年开始将居民搬迁，静安区政府开始对当铺进行修缮整理。其旧址是上海仅存规模最大和保存最完好的当铺建筑，也是静安区文物保护点。

## 营业时间
- 周二至周日：上午九点至下午四点半
- 周一闭馆

## 交通
- 上海轨道交通1号线、12号线、13号线汉中路站